# Roczniki Psychologiczne
Roczniki Psychologiczne – od 1998 roku są recenzowanym czasopismem naukowym, wydawanym jako kwartalnik przez Towarzystwo Naukowe KUL w wersji polskiej oraz angielskiej.
Czasopismo jest  kontynuacją Roczników Filozoficznych. W punktacji Ministerstwa Nauki i Szkolnictwa Wyższego z r. 2015 Roczniki Psychologiczne otrzymały 12 punktów.